# Isfara (rzeka)
Isfara – rzeka w Kirgistanie, Tadżykistanie i Uzbekistanie. Jej długość wynosi 130 km, a dorzecze zajmuje powierzchnię 3240 km²
Wypływa z lodowców w Górach Turkiestańskich. U wejścia do Kotliny Fergańskiej tworzy duży stożek napływowy. W dolnym biegu rzeka rozlewa się wieloma kanałami, które połączone są z Wielkim Kanałem Fergańskim. Reżim lodowcowo-śnieżny. Wykorzystywana do nawadniania.